# Kris

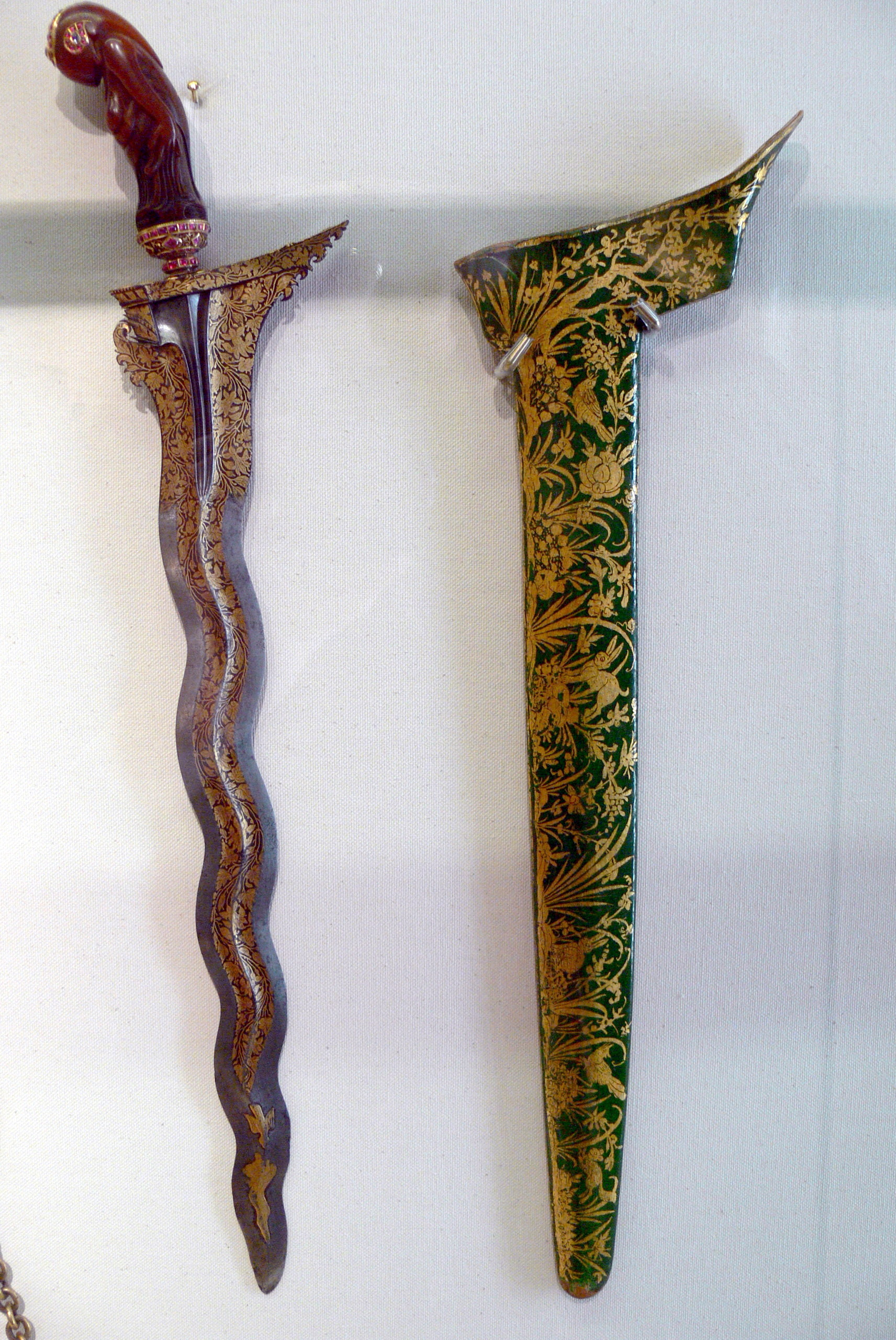
Kris

Kris je dýka pocházející z ostrova Jáva a rozšířená po celé jihovýchodní Asii. Čepel (bilah) bývá zpravidla asymetricky zvlněná (existují však i rovné krisy), u rukojeti výrazně rozšířená jako opora a dlouhá 30–40 cm.
Dýka je vykována z několika vrstev obyčejného i meteoritického železa: meteoritický kov je díky obsahu niklu tmavší a vytváří na povrchu čepele unikátní kresbu nazývanou pamor. Rukojeť (hulu) bývá dřevěná, kostěná nebo ze slonoviny a bohatě vyřezávaná, často mívá tvar stylizované lidské postavy. Pochva (warangka) je dřevěná a vykládaná kovem; u nejdražších exemplářů zlatem. Zbraň se nosí uvázaná vzadu za pasem sarongu.
Kris neslouží jen jako osobní zbraň, ale také jako talisman a výraz společenského postavení. V tradičních představách Malajců je obdařen nadpřirozenou silou, proto má jeho zdobení náboženský význam.
Zacházení s krisem je spojeno s mnoha rituály, jako je například pravidelné omývání zbraně citronovou šťávou. Předává se v rodině jako vzácné dědictví (pusaka), výrobci krisů tvoří uzavřenou společnost, která chrání svá tajemství. Krisy se objevují už na basreliéfech v chrámu Prambanan, vybudovaném v 9. století. V legendách se hovoří o kouzelném krisu jménem Taming Sari, který vlastnil hrdina Hang Tuah, admirál z Malakky. Kris je pokládán za tradiční malajský národní symbol, ve státním znaku Malajsie je vyobrazeno pět krisů představujících pět původních států.
V roce 2005 vyvolal skandál malajsijský ministr Hishammuddin Hussein, když při svém projevu touto dýkou mával, což bylo vnímáno jako provokace vůči čínské menšině. V roce 2008 zařadilo UNESCO kris na seznam Mistrovská díla ústního a nehmotného dědictví lidstva.